# 강광식
강광식(姜光植, 1944년 2월 26일~2018년 5월 25일)은  한반도 통일을 연구한 대한민국의 외교학자이다. 한국학중앙연구원에 교수를 지냈다.

## 생애
일제강점기인 1944년에 충청남도 당진군 정미면 천의리에서 아버지 강태옥과 어머니 이희남 사이에서 4남 2녀 중 4남으로 태어났다. 고구려 시대 강이식 장군의 후손이며 고려 시대 강민첨 장군의 후손이다.

## 학력
- 1963년 : 대전고등학교졸업
- 1966년 : 서울대학교 외교학과 학사과정 입학
- 1970년 : 서울대학교 외교학과 학사학위 취득
- 1970년 : 서울대학교 대학원 외교학과 석사과정 입학
- 1972년 : 국제정치 석사학위 취득

## 경력
- 1972년 : 육사 정치학 전임강사
- 1975년 : 평화통일연구소 상임연구위원
- 1977년 : 국토통일원 통일연구소 교수[1]
- 1981년 : KBS 非常任 해설위원[2]
- 1982년 4월 : 한국정신문화연구원 교수[3]
- 1983년 2월 : 한국정신문화연구원 기획조정실장[4]
- 1985년 : 영국 캔트대학 교환 교수
- 1988년 1월 : 한국정신문화연구원 사회과학연구실장[5]
- 1999년 : 캐나다 캘거리 대학교 교환 교수
- 2005년 : 뉴질랜드 웰링턴 빅토리아 대학교 교환 교수
- 2009년 : 옥조근정훈장
- 2009년~2018년 : 한국학중앙연구원 명예교수

## 방송 출연
- 1984년 2월 12일 KBS 《추적60분 / 인터뷰》
- 1987년 11월18일 KBS 《심야토론 / 주제: 통일 / 진행: 이인원 / 토론자: 김영서, 곽상근, 강광식, 조순환, 김창순, 박상섭, 김갑출》
- 1988년 6월 25일 KBS 《심야토론 / 주제: 6.25 / 진행: 이인원 / 토론자: 최평길, 강광식, 유성렬, 이재오, 김성재, 주관중, 강인덕》
- 2001년 3월 21일 KBS 《KBS뉴스9 / 인터뷰》

## 저서
- 《중립화 정치론》. 인간사랑. 1989년. ISBN 2005469001962
- 《신유학사상과 조선조 유교정치문화》. 집문당. 2000년. ISBN 9788930307567
- 《한국사회의 구조변화와 문화적 정체성》. 한국학술정보. 2008년. ISBN 9788953498587
- 《통일한국의 체제 구상》. 백산서당. 2008년. ISBN 9788973274208
- 《한국 통일문제의 현주소》-공동저자: 이영일, 정세현, 전현준 외 9명. 늘품플러스. 2009년. ISBN 9788993324044
- 《유교 정치사상의 한국적 변용》. 백산서당. 2009년. ISBN 9788973274406
- 《중립화와 한반도 통일》. 백산서당. 2010년. ISBN 9788973274499
- 《신유학사상과 조선조 유교정치 체제》. 백산서당. 2012년. ISBN 9788973274772